# Після дощу (картина Куїнджі)
"Після дощу" - картина українського художника Архіпа Куїнджі (1841/1842-1910), написана в 1879 році. Картина є частиною зібрання  Державної Третьяковської галереї (инв. 883). Розмір картини - 102 × 159 см   .

## Історія та опис
Картина «Після дощу» була вперше показана в 1879 році на 7-й виставці Товариства пересувних художніх виставок («передвижників»), разом із двома іншими картинами художника — «Північ» та «Березовий гай»   .
На картині зображені будинки степового хутора, освітлені яскравим сонцем, яке проглянуло після недавньої грози. На задньому плані – чорне небо з важкими дощовими хмарами. Яскравим зеленим кольором показана освітлена сонцем трава.

## Інші картини
У Куїнджі є кілька картин з такою ж чи схожими назвами. Одна з них, "Після грози" (1879), знаходиться в колекції Сумського художнього музею  .